# 1302
Portal Geschichte | Portal Biografien | Aktuelle Ereignisse | Jahreskalender | Tagesartikel

◄ |
13. Jahrhundert |
14. Jahrhundert
| 15. Jahrhundert | ►

◄ |
1270er |
1280er |
1290er |
1300er
| 1310er | 1320er | 1330er | ►

◄◄ |
◄ |
1298 |
1299 |
1300 |
1301 |
1302
| 1303 | 1304 | 1305 | 1306 | ► | ►►
Staatsoberhäupter  · Nekrolog
| Januar | Januar | Januar | Januar | Januar | Januar | Januar | Januar |
| Kw     | Mo     | Di     | Mi     | Do     | Fr     | Sa     | So     |
| 1      | 1      | 2      | 3      | 4      | 5      | 6      | 7      |
| 2      | 8      | 9      | 10     | 11     | 12     | 13     | 14     |
| 3      | 15     | 16     | 17     | 18     | 19     | 20     | 21     |
| 4      | 22     | 23     | 24     | 25     | 26     | 27     | 28     |
| 5      | 29     | 30     | 31     |        |        |        |        |
| ------ | ------ | ------ | ------ | ------ | ------ | ------ | ------ |

| Februar | Februar | Februar | Februar | Februar | Februar | Februar | Februar |
| Kw      | Mo      | Di      | Mi      | Do      | Fr      | Sa      | So      |
| 5       |         |         |         | 1       | 2       | 3       | 4       |
| 6       | 5       | 6       | 7       | 8       | 9       | 10      | 11      |
| 7       | 12      | 13      | 14      | 15      | 16      | 17      | 18      |
| 8       | 19      | 20      | 21      | 22      | 23      | 24      | 25      |
| 9       | 26      | 27      | 28      |         |         |         |         |
| ------- | ------- | ------- | ------- | ------- | ------- | ------- | ------- |

| März | März | März | März | März | März | März | März |
| Kw   | Mo   | Di   | Mi   | Do   | Fr   | Sa   | So   |
| 9    |      |      |      | 1    | 2    | 3    | 4    |
| 10   | 5    | 6    | 7    | 8    | 9    | 10   | 11   |
| 11   | 12   | 13   | 14   | 15   | 16   | 17   | 18   |
| 12   | 19   | 20   | 21   | 22   | 23   | 24   | 25   |
| 13   | 26   | 27   | 28   | 29   | 30   | 31   |      |
| ---- | ---- | ---- | ---- | ---- | ---- | ---- | ---- |

| April | April | April | April | April | April | April | April |
| Kw    | Mo    | Di    | Mi    | Do    | Fr    | Sa    | So    |
| 13    |       |       |       |       |       |       | 1     |
| 14    | 2     | 3     | 4     | 5     | 6     | 7     | 8     |
| 15    | 9     | 10    | 11    | 12    | 13    | 14    | 15    |
| 16    | 16    | 17    | 18    | 19    | 20    | 21    | 22    |
| 17    | 23    | 24    | 25    | 26    | 27    | 28    | 29    |
| 18    | 30    |       |       |       |       |       |       |
| ----- | ----- | ----- | ----- | ----- | ----- | ----- | ----- |

| Mai | Mai | Mai | Mai | Mai | Mai | Mai | Mai |
| Kw  | Mo  | Di  | Mi  | Do  | Fr  | Sa  | So  |
| 18  |     | 1   | 2   | 3   | 4   | 5   | 6   |
| 19  | 7   | 8   | 9   | 10  | 11  | 12  | 13  |
| 20  | 14  | 15  | 16  | 17  | 18  | 19  | 20  |
| 21  | 21  | 22  | 23  | 24  | 25  | 26  | 27  |
| 22  | 28  | 29  | 30  | 31  |     |     |     |
| --- | --- | --- | --- | --- | --- | --- | --- |

| Juni | Juni | Juni | Juni | Juni | Juni | Juni | Juni |
| Kw   | Mo   | Di   | Mi   | Do   | Fr   | Sa   | So   |
| 22   |      |      |      |      | 1    | 2    | 3    |
| 23   | 4    | 5    | 6    | 7    | 8    | 9    | 10   |
| 24   | 11   | 12   | 13   | 14   | 15   | 16   | 17   |
| 25   | 18   | 19   | 20   | 21   | 22   | 23   | 24   |
| 26   | 25   | 26   | 27   | 28   | 29   | 30   |      |
| ---- | ---- | ---- | ---- | ---- | ---- | ---- | ---- |

| Juli | Juli | Juli | Juli | Juli | Juli | Juli | Juli |
| Kw   | Mo   | Di   | Mi   | Do   | Fr   | Sa   | So   |
| 26   |      |      |      |      |      |      | 1    |
| 27   | 2    | 3    | 4    | 5    | 6    | 7    | 8    |
| 28   | 9    | 10   | 11   | 12   | 13   | 14   | 15   |
| 29   | 16   | 17   | 18   | 19   | 20   | 21   | 22   |
| 30   | 23   | 24   | 25   | 26   | 27   | 28   | 29   |
| 31   | 30   | 31   |      |      |      |      |      |
| ---- | ---- | ---- | ---- | ---- | ---- | ---- | ---- |

| August | August | August | August | August | August | August | August |
| Kw     | Mo     | Di     | Mi     | Do     | Fr     | Sa     | So     |
| 31     |        |        | 1      | 2      | 3      | 4      | 5      |
| 32     | 6      | 7      | 8      | 9      | 10     | 11     | 12     |
| 33     | 13     | 14     | 15     | 16     | 17     | 18     | 19     |
| 34     | 20     | 21     | 22     | 23     | 24     | 25     | 26     |
| 35     | 27     | 28     | 29     | 30     | 31     |        |        |
| ------ | ------ | ------ | ------ | ------ | ------ | ------ | ------ |

| September | September | September | September | September | September | September | September |
| Kw        | Mo        | Di        | Mi        | Do        | Fr        | Sa        | So        |
| 35        |           |           |           |           |           | 1         | 2         |
| 36        | 3         | 4         | 5         | 6         | 7         | 8         | 9         |
| 37        | 10        | 11        | 12        | 13        | 14        | 15        | 16        |
| 38        | 17        | 18        | 19        | 20        | 21        | 22        | 23        |
| 39        | 24        | 25        | 26        | 27        | 28        | 29        | 30        |
| --------- | --------- | --------- | --------- | --------- | --------- | --------- | --------- |

| Oktober | Oktober | Oktober | Oktober | Oktober | Oktober | Oktober | Oktober |
| Kw      | Mo      | Di      | Mi      | Do      | Fr      | Sa      | So      |
| 40      | 1       | 2       | 3       | 4       | 5       | 6       | 7       |
| 41      | 8       | 9       | 10      | 11      | 12      | 13      | 14      |
| 42      | 15      | 16      | 17      | 18      | 19      | 20      | 21      |
| 43      | 22      | 23      | 24      | 25      | 26      | 27      | 28      |
| 44      | 29      | 30      | 31      |         |         |         |         |
| ------- | ------- | ------- | ------- | ------- | ------- | ------- | ------- |

| November | November | November | November | November | November | November | November |
| Kw       | Mo       | Di       | Mi       | Do       | Fr       | Sa       | So       |
| 44       |          |          |          | 1        | 2        | 3        | 4        |
| 45       | 5        | 6        | 7        | 8        | 9        | 10       | 11       |
| 46       | 12       | 13       | 14       | 15       | 16       | 17       | 18       |
| 47       | 19       | 20       | 21       | 22       | 23       | 24       | 25       |
| 48       | 26       | 27       | 28       | 29       | 30       |          |          |
| -------- | -------- | -------- | -------- | -------- | -------- | -------- | -------- |

| Dezember | Dezember | Dezember | Dezember | Dezember | Dezember | Dezember | Dezember |
| Kw       | Mo       | Di       | Mi       | Do       | Fr       | Sa       | So       |
| 48       |          |          |          |          |          | 1        | 2        |
| 49       | 3        | 4        | 5        | 6        | 7        | 8        | 9        |
| 50       | 10       | 11       | 12       | 13       | 14       | 15       | 16       |
| 51       | 17       | 18       | 19       | 20       | 21       | 22       | 23       |
| 52       | 24       | 25       | 26       | 27       | 28       | 29       | 30       |
| 1        | 31       |          |          |          |          |          |          |
| -------- | -------- | -------- | -------- | -------- | -------- | -------- | -------- |

| Januar | Januar | Januar | Januar | Januar | Januar | Januar | Januar |
| Kw     | Mo     | Di     | Mi     | Do     | Fr     | Sa     | So     |
| 1      | 1      | 2      | 3      | 4      | 5      | 6      | 7      |
| 2      | 8      | 9      | 10     | 11     | 12     | 13     | 14     |
| 3      | 15     | 16     | 17     | 18     | 19     | 20     | 21     |
| 4      | 22     | 23     | 24     | 25     | 26     | 27     | 28     |
| 5      | 29     | 30     | 31     |        |        |        |        |
| ------ | ------ | ------ | ------ | ------ | ------ | ------ | ------ |

| Februar | Februar | Februar | Februar | Februar | Februar | Februar | Februar |
| Kw      | Mo      | Di      | Mi      | Do      | Fr      | Sa      | So      |
| 5       |         |         |         | 1       | 2       | 3       | 4       |
| 6       | 5       | 6       | 7       | 8       | 9       | 10      | 11      |
| 7       | 12      | 13      | 14      | 15      | 16      | 17      | 18      |
| 8       | 19      | 20      | 21      | 22      | 23      | 24      | 25      |
| 9       | 26      | 27      | 28      |         |         |         |         |
| ------- | ------- | ------- | ------- | ------- | ------- | ------- | ------- |

| März | März | März | März | März | März | März | März |
| Kw   | Mo   | Di   | Mi   | Do   | Fr   | Sa   | So   |
| 9    |      |      |      | 1    | 2    | 3    | 4    |
| 10   | 5    | 6    | 7    | 8    | 9    | 10   | 11   |
| 11   | 12   | 13   | 14   | 15   | 16   | 17   | 18   |
| 12   | 19   | 20   | 21   | 22   | 23   | 24   | 25   |
| 13   | 26   | 27   | 28   | 29   | 30   | 31   |      |
| ---- | ---- | ---- | ---- | ---- | ---- | ---- | ---- |

| April | April | April | April | April | April | April | April |
| Kw    | Mo    | Di    | Mi    | Do    | Fr    | Sa    | So    |
| 13    |       |       |       |       |       |       | 1     |
| 14    | 2     | 3     | 4     | 5     | 6     | 7     | 8     |
| 15    | 9     | 10    | 11    | 12    | 13    | 14    | 15    |
| 16    | 16    | 17    | 18    | 19    | 20    | 21    | 22    |
| 17    | 23    | 24    | 25    | 26    | 27    | 28    | 29    |
| 18    | 30    |       |       |       |       |       |       |
| ----- | ----- | ----- | ----- | ----- | ----- | ----- | ----- |

| Mai | Mai | Mai | Mai | Mai | Mai | Mai | Mai |
| Kw  | Mo  | Di  | Mi  | Do  | Fr  | Sa  | So  |
| 18  |     | 1   | 2   | 3   | 4   | 5   | 6   |
| 19  | 7   | 8   | 9   | 10  | 11  | 12  | 13  |
| 20  | 14  | 15  | 16  | 17  | 18  | 19  | 20  |
| 21  | 21  | 22  | 23  | 24  | 25  | 26  | 27  |
| 22  | 28  | 29  | 30  | 31  |     |     |     |
| --- | --- | --- | --- | --- | --- | --- | --- |

| Juni | Juni | Juni | Juni | Juni | Juni | Juni | Juni |
| Kw   | Mo   | Di   | Mi   | Do   | Fr   | Sa   | So   |
| 22   |      |      |      |      | 1    | 2    | 3    |
| 23   | 4    | 5    | 6    | 7    | 8    | 9    | 10   |
| 24   | 11   | 12   | 13   | 14   | 15   | 16   | 17   |
| 25   | 18   | 19   | 20   | 21   | 22   | 23   | 24   |
| 26   | 25   | 26   | 27   | 28   | 29   | 30   |      |
| ---- | ---- | ---- | ---- | ---- | ---- | ---- | ---- |

| Juli | Juli | Juli | Juli | Juli | Juli | Juli | Juli |
| Kw   | Mo   | Di   | Mi   | Do   | Fr   | Sa   | So   |
| 26   |      |      |      |      |      |      | 1    |
| 27   | 2    | 3    | 4    | 5    | 6    | 7    | 8    |
| 28   | 9    | 10   | 11   | 12   | 13   | 14   | 15   |
| 29   | 16   | 17   | 18   | 19   | 20   | 21   | 22   |
| 30   | 23   | 24   | 25   | 26   | 27   | 28   | 29   |
| 31   | 30   | 31   |      |      |      |      |      |
| ---- | ---- | ---- | ---- | ---- | ---- | ---- | ---- |

| August | August | August | August | August | August | August | August |
| Kw     | Mo     | Di     | Mi     | Do     | Fr     | Sa     | So     |
| 31     |        |        | 1      | 2      | 3      | 4      | 5      |
| 32     | 6      | 7      | 8      | 9      | 10     | 11     | 12     |
| 33     | 13     | 14     | 15     | 16     | 17     | 18     | 19     |
| 34     | 20     | 21     | 22     | 23     | 24     | 25     | 26     |
| 35     | 27     | 28     | 29     | 30     | 31     |        |        |
| ------ | ------ | ------ | ------ | ------ | ------ | ------ | ------ |

| September | September | September | September | September | September | September | September |
| Kw        | Mo        | Di        | Mi        | Do        | Fr        | Sa        | So        |
| 35        |           |           |           |           |           | 1         | 2         |
| 36        | 3         | 4         | 5         | 6         | 7         | 8         | 9         |
| 37        | 10        | 11        | 12        | 13        | 14        | 15        | 16        |
| 38        | 17        | 18        | 19        | 20        | 21        | 22        | 23        |
| 39        | 24        | 25        | 26        | 27        | 28        | 29        | 30        |
| --------- | --------- | --------- | --------- | --------- | --------- | --------- | --------- |

| Oktober | Oktober | Oktober | Oktober | Oktober | Oktober | Oktober | Oktober |
| Kw      | Mo      | Di      | Mi      | Do      | Fr      | Sa      | So      |
| 40      | 1       | 2       | 3       | 4       | 5       | 6       | 7       |
| 41      | 8       | 9       | 10      | 11      | 12      | 13      | 14      |
| 42      | 15      | 16      | 17      | 18      | 19      | 20      | 21      |
| 43      | 22      | 23      | 24      | 25      | 26      | 27      | 28      |
| 44      | 29      | 30      | 31      |         |         |         |         |
| ------- | ------- | ------- | ------- | ------- | ------- | ------- | ------- |

| November | November | November | November | November | November | November | November |
| Kw       | Mo       | Di       | Mi       | Do       | Fr       | Sa       | So       |
| 44       |          |          |          | 1        | 2        | 3        | 4        |
| 45       | 5        | 6        | 7        | 8        | 9        | 10       | 11       |
| 46       | 12       | 13       | 14       | 15       | 16       | 17       | 18       |
| 47       | 19       | 20       | 21       | 22       | 23       | 24       | 25       |
| 48       | 26       | 27       | 28       | 29       | 30       |          |          |
| -------- | -------- | -------- | -------- | -------- | -------- | -------- | -------- |

| Dezember | Dezember | Dezember | Dezember | Dezember | Dezember | Dezember | Dezember |
| Kw       | Mo       | Di       | Mi       | Do       | Fr       | Sa       | So       |
| 48       |          |          |          |          |          | 1        | 2        |
| 49       | 3        | 4        | 5        | 6        | 7        | 8        | 9        |
| 50       | 10       | 11       | 12       | 13       | 14       | 15       | 16       |
| 51       | 17       | 18       | 19       | 20       | 21       | 22       | 23       |
| 52       | 24       | 25       | 26       | 27       | 28       | 29       | 30       |
| 1        | 31       |          |          |          |          |          |          |
| -------- | -------- | -------- | -------- | -------- | -------- | -------- | -------- |

## Ereignisse

### Politik und Weltgeschehen

#### Flandern

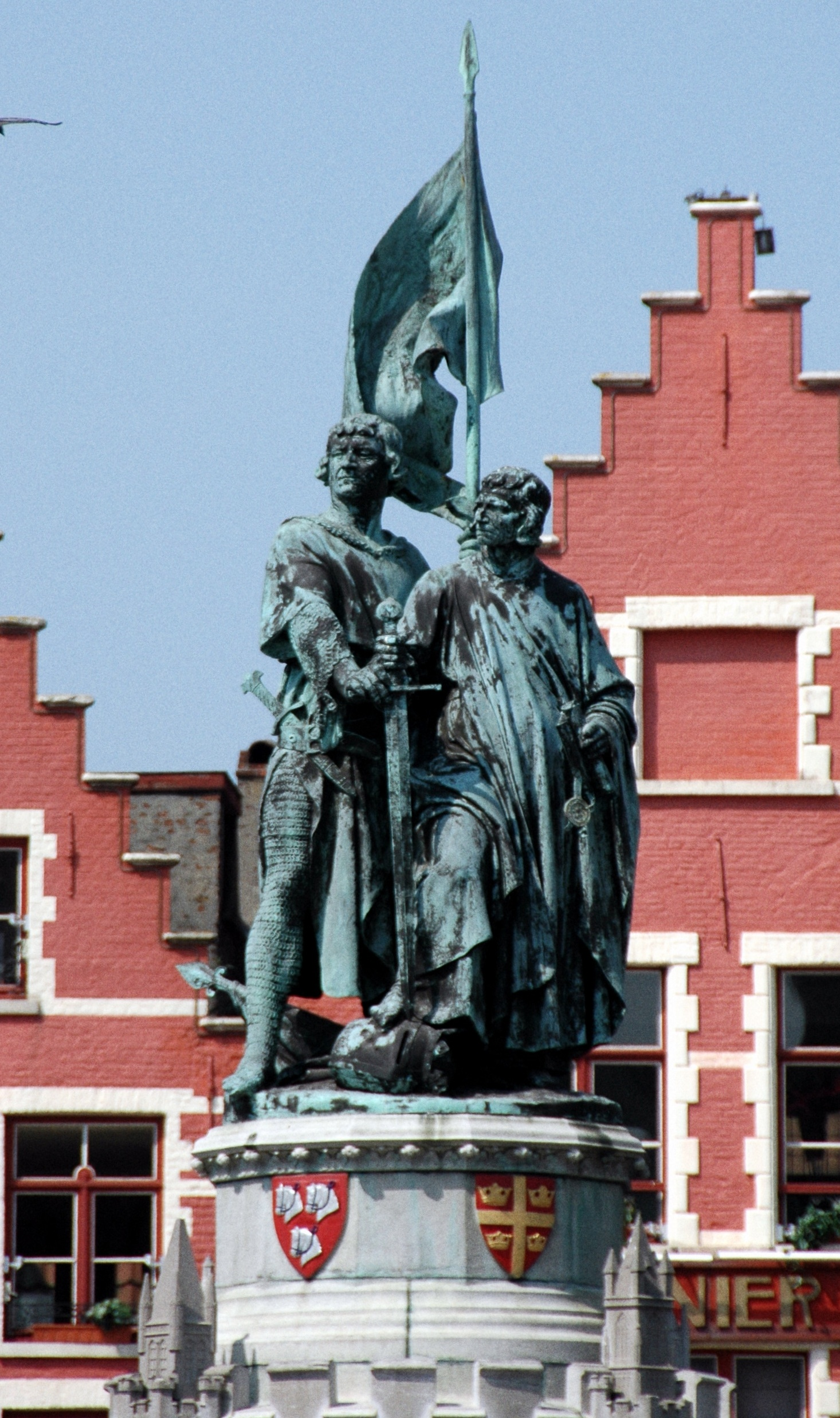
Denkmal für Pieter de Coninck und Jan Breydel in Brügge

- 1. Mai: Aufständische Flamen aus Brügge unter Führung von Jan Breydel und Pieter de Coninck erobern die Burgen Sijsele und Male. Die dort stationierte französische Garnison wird getötet.
- 18. Mai: Aufständische Flamen unter Führung von Jan Breydel und Pieter de Coninck verüben in der Stadt Brügge ein Massaker an einer einquartierten französischen Garnison, die sogenannte „Brügger Frühmette“. Der verhasste Gouverneur Jacques de Châtillon kann mit einigen anderen entfliehen. Nach dem Massaker werden Breydel und de Coninck als Volkshelden gefeiert. Innerhalb weniger Tage schließen sich die anderen flämischen Städte mit Ausnahme Gents dem Aufstand an.
- 11. Juli: Die Infanterie der flandrischen Aufständischen besiegt das Ritterheer des Philipp IV. in der Sporenschlacht bei Courtrai vernichtend. Flandern behält bis 1382 seine Unabhängigkeit.

#### Italien
- 31. August: Der Friede von Caltabellotta zielt auf das Beilegen des Konfliktes zwischen dem Haus Anjou und dem Haus Barcelona um Besitz im Süden Italiens. Das Königreich Sizilien wird geteilt. Friedrich II. von Aragonien erhält die Insel, das Königreich Trinakria, als Herrschaftsbereich, Karl II. die Teile auf dem Festland. Der Vertrag legt auch fest, dass Trinakria nach dem Tod Friedrichs II. an Anjou gehen soll. Bis dahin muss Karl II. aber  Tribut an Friedrich zahlen. Friedrich II. übergibt seine Besitzungen in Kalabrien und andernorts auf dem Festland und entlässt den Sohn Karls II., Philip von Tarent aus der Haft in Cefalù. Auch wird die Heirat zwischen Karls Tochter Eleonore von Anjou und Friedrich II. verabredet.
- Roger de Flor sammelt die nach dem Friedensschluss in Sizilien brotlos gewordenen katalanischen Söldner, die Almogàvers, um sich und bietet dem byzantinischen Kaiser Andronikos II. die Dienste seiner Katalanischen Kompanie an.
- Die Guelfen unter Guido della Torre vertreiben Matteo I. Visconti und übernehmen die Macht in Mailand. Die kaisertreuen Visconti fliehen nach Verona.

#### Kreuzzüge / Osmanisches Reich
- 27. Juli: In der Schlacht von Bapheus besiegen die Osmanen unter Osman I. die Byzantinische Armee unter Georgos Mouzalon. Die Schlacht läutet die vollständige Eroberung des byzantinischen Bithynien durch die Osmanen ein.
- 28. September: Mamluken erobern nach kurzer Belagerung die Inselfestung Aruad an der syrischen Küste. Damit scheitert der letzte Versuch des Templerordens, einen Stützpunkt im Heiligen Land zu errichten.

#### Iberische Halbinsel
- Nach dem Tod von Muhammad II. al-Faqih tritt sein Sohn Muhammad III. dessen Nachfolge als Emir von Granada an. Er versucht in den nächsten Jahren den Einfluss der Nasriden auf Marokko auszuweiten.

#### Urkundliche Ersterwähnungen
- Herbligen, Meltingen und Obermumpf werden erstmals urkundlich erwähnt.

### Wirtschaft
- Rheinische Städte erhalten Zollfreiheit.

### Wissenschaft und Technik
- In Bologna findet die erste dokumentierte gerichtsärztliche Leichenöffnung statt.
- Flavio Gioja erfindet die Windrose für den Kompass.

### Religion
- Bonifatius VIII. formuliert die gegen König Philipp IV. den Schönen von Frankreich gerichtete Bulle Unam Sanctam, in der er den Anspruch auf die universelle Vorherrschaft des Papstes geltend macht. Der Papst verbietet französischen Klerikern ausdrücklich, die von Philipp verlangten Steuern an den König zu zahlen, erklärt den König für abgesetzt, und lädt ihn wegen Häresie, Simonie und einer Reihe weiterer Verbrechen zu einem Exkommunikationsprozess in Rom vor. Philipp erklärt daraufhin seinerseits den Papst zum Häretiker, Hexenmeister und Sodomiten.

### Gesellschaft

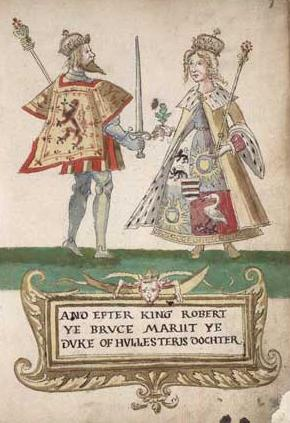
Robert the Bruce und Elizabeth de Burgh

- Robert the Bruce heiratet seine zweite Frau Elizabeth de Burgh, die Tochter von Richard Og de Burgh, 2. Earl of Ulster, einem engen Freund des englischen Königs. Die Hochzeit findet in Writtle bei Chelmsford in Essex statt.

## Geboren

### Geburtsdatum gesichert
- August: Johann V., Markgraf von Brandenburg (Mitregent) († 1317)
- 7. Dezember: Azzo Visconti, Stadtherr von Mailand, kaiserlicher Vikar und Eroberer († 1339)

### Genaues Geburtsdatum unbekannt
- Domhnall, schottischer Adeliger, Guardian of Scotland († 1332)
- Gutta von Oettingen, österreichische Adelige († 1329)
- Edmund Mortimer, englischer Adeliger († 1331/1332)
- Otto I., Markgraf von Hachberg-Sausenberg und Herr von Rötteln († 1384)
- Raoul I. de Brienne, Graf von Eu, Graf von Guînes und Stellvertreter des französischen Königs, Connétable von Frankreich († 1344)

## Gestorben

### Erstes Halbjahr
- 2. Januar: Heinrich I., Herr zu Mecklenburg (* um 1230)
- 13. Januar: Ludwig I. von Savoyen, Herr der Waadt (* nach 1253)
- 13. Januar: Wolfhard von Roth, Bischof von Augsburg
- 19. Januar: al-Hakim I., Kalif der Abbasiden
- 26. Januar: Godfrey Giffard, königlicher Kanzler und Bischof von Worcester (* um 1235)
- Januar: Friedrich von Bolanden, Bischof von Speyer
- 9. März: Richard FitzAlan, englischer Magnat und Militär (* 1267)
- 7. April: Muhammad II. al-Faqih, Emir von Granada (* 1236)
- 9. April: Konstanze von Sizilien, Königin von Aragonien und Sizilien (* um 1249)
- 1. Mai: Vidkunn Erlingsson, Mitglied des norwegischen Reichsrates
- 2. Mai: Blanche d’Artois, Regentin von Navarra und Champagne (* 1248)
- kurz vor dem 18. Mai: Arnaud de Gabaston, französischer Ritter

### Gefallene der Sporenschlacht
- 11. Juli: Guy I. de Clermont, Herr von Breteuil und Offemont, Marschall von Frankreich
- 11. Juli: Pierre Flote, französischer Legist
- 11. Juli: Gottfried von Aerschot, Herr von Aerschot und Vierzon
- 11. Juli: Jacques de Châtillon, Herr von Leuze, Condé, Carency, Buquoy und Aubigny und Gouverneur von Flandern
- 11. Juli: Johann I., Graf von Aumale
- 11. Juli: Johann I., Graf von Dammartin
- 11. Juli: Johann III., Graf von Eu und Guînes
- 11. Juli: Raoul II. de Clermont, Herr von Nesle, Vizegraf von Châteaudun, Chambellan und Connétable von Frankreich
- 11. Juli: Robert II., Graf von Artois (* 1250)
- 11. Juli: Simon de Melun, Marschall von Frankreich

### Zweites Halbjahr
- 13. Juli: Alexander Lüneburg, Ratsherr und Bürgermeister in Lübeck (* 1240)
- 6. September: John de St John, englischer Adeliger und Diplomat
- 26. September: Barthélemy de Quincy, Marschall des Templerordens
- September: Heinrich III., Graf von Bar (* 1247/50)
- 10. Oktober: Theoderich von Neuhaus, Bischof von Olmütz
- 28. Oktober: Matteo d’Acquasparta, Ordensgeneral der Franziskaner und Kardinal (* um 1240)
- 2. Dezember: Audun Hugleiksson, norwegischer Politiker im 13. Jahrhundert (* 1245)
- 12. Dezember: Adolf II. von Waldeck, Bischof von Lüttich (* um 1258)
- 21. Dezember: Jean II. d’Harcourt, französischer Ritter, Herr von Harcourt, Baron von Elbeuf, Vizegraf von Châtellerault und Saint-Sauveur (* 1245)
- 26. Dezember: Waldemar, König von Schweden (* 1243)
- 29. Dezember: Wizlaw II., Herzog von Pommern und Fürst von Rügen (* 1240)
- 31. Dezember: Friedrich III., Herzog von Lothringen (* 1238)

### Genaues Todesdatum unbekannt
- Heinrich II., deutscher Ritter, Vogt von Plauen, Verwalter der Feste Freyburg, Hauptmann von Eger
- John II. Comyn, schottischer Adeliger
- Gartnai, schottischer Adeliger (* nach 1266)
- Gérard de Rhéninghe, Bischof von Metz
- Rhys Fychan, walisischer Lord
- Rhys Wyndod, walisischer Lord von Deheubarth
- Rudolf II. von Montfort, Graf von Montfort-Feldkirch
- Wok II. von Krumau, böhmischer Adliger

### Gestorben um 1302
- 17. November 1301 oder 1302: Gertrud von Helfta, deutsche Zisterzienserin im Kloster Helfta bei Eisleben (* 1256)
- Cimabue, italienischer Maler (* um 1240)